# Palmeira-jataí
A palmeira-jataí (nome científico: Butia purpurascens) é uma espécie de palmeira do gênero Butia que encontra-se vulnerável à extinção devido a sua distribuição geográfica restrita e à superexploração.
Tem entre 3-7m de altura. É conhecida localmente como palmeira-jataí, coqueiro-de-vassoura, butiá ou coquinho-azedo. O povo Kalunga a chama de cabeçudo .

## Etimologia
O epíteto da espécie é derivado do latim purpureus  , que significa 'roxo', com o sufixo - escens  significando 'devir', que se refere à cor púrpura da fruta, flores e espata . O nome vernáculo em português coqueiro-de-vassoura se traduz em 'vassoura-coco' e refere-se ao principal uso dessa espécie. O nome palmeira-jataí refere - se a uma cidade brasileira em torno da qual essa palmeira se destaca.

## Taxonomia
Foi descrito por Sidney Fredrick Glassman em 1979, usando um holótipo que ele coletou.   km a nordeste da cidade de Jataí em 1976 (SFGlassman13076).

## Descrição

### Morfologia

#### Hábito
Esta é uma palma monóica e com tronco solitário. Embora Glassman o tenha descrito com 1,2-4m de altura em sua descrição original, em 2012 era conhecido por geralmente crescer para 3-4m, com alguns indivíduos atingindo 7m de altura. Kelen Pureza Soares em sua monografia de 2015 sobre o gênero Butia fornece uma altura de 1-4m e um diâmetro de tronco de 15–18   cm. Este tronco é colunar, crescendo em linha reta (nunca em um ângulo tal como muitos outros caulescente Butia). O tronco é muito delgada em comparação com outros caulescente Butia.

#### Folhas
As folhas 10-26 são altamente arqueadas de volta para o tronco, com o comprimento total da lâmina entre 77 e 86   cm. Uma planta madura com um tronco exposto carrega em média 14 folhas por ano. Os 83-115   cm pecíolo da folha está desarmado, faltando dentes ao longo de suas margens.  Essas margens são densamente fibrosas ao longo da metade inferior da coluna, tornando-se menos fibrosas em relação à base. A raqueta da folha é 84-150   cm de comprimento,   e com 38 a 61 pinos (folhetos) em cada lado, dispostos em pares,  espaçados de maneira mais ou menos uniforme  e inseridos em ângulo na raqueta, de modo que cada par forma uma forma em ' V ' pura.   As pinças no meio da raqueta são 45-65   cm de comprimento e 1,1-2   cm de largura.  O ápice (pontas) das pinças é longo- acuminado e assimétrico.  A cor das folhas foi descrita como verde brilhante,  verde-azulado ou cinza-azulado. As folhas são pinadas.
O desenvolvimento foliar é constante ao longo do ano, mas a emissão foliar atinge o pico durante períodos com temperatura e precipitação mais altas (geralmente dezembro, janeiro e fevereiro) e é mais baixa nos meses mais frios e secos (junho e julho).

#### Inflorescência
A inflorescência ramificada e monóica tem 12 a 30   cm profil de comprimento. A inflorescência desenvolve dentro de um amadeirado, glabro (calvo) espata que eventualmente cresce 70-105   cm de comprimento total e uma porção inchada no final de 61 a 81   cm de comprimento e 6-13   cm de largura.  Essa parte inchada é frequentemente arroxeada e toda a superfície pode às vezes ser lisa ou estriada. A inflorescência tem 35-60   cm de comprimento pedúnculo . A raquis da inflorescência é de 25 a 49   cm de comprimento e 51-90 raquilas (galhos), 8 a 32   cm de comprimento. Ambos os sexos das flores são de cor púrpura,  embora de acordo com Nigel Kembrey, horticultor britânico especializado em Butia, algumas formas possam ter flores amarelas. As flores estaminadas (masculinas) têm de 6 a 7 mm de comprimento e um pedicelo proeminente (caule).   As flores pistiladas (femininas) são mais ou menos globosas (redondas), de 5 a 6 mm de comprimento e com sépalas e pétalas aproximadamente iguais em tamanho.
A aparência da superfície é oposta à emissão de folhas, com os espinhos se desenvolvendo após a estação de altas temperaturas e chuvas, com o pico de emissão ocorrendo no final da estação das chuvas (geralmente de maio a julho). Existem plantas individuais em algum estado de floração na população ao longo do ano.

#### Fruta
A forma da fruta é ovóide, assim como a noz. A fruta madura é 2.3-3   cm de comprimento, 1-1,5   cm de largura e tem uma carne suculenta e agridoce. A noz contém 1 a 2 sementes. A fruta madura é geralmente da cor púrpura (ou 'vinho'), embora algumas formas também carreguem frutas amarelas. A fruta tem um bico com 4–5 mm de comprimento e um perianto persistente com 7–8 mm de altura.
A noz é bastante pequena para um Butia .

### Diversidade infraespecífica
Renata Corrêa Martins, em sua tese sobre as palmeiras de Goiás, observa que a população em diferentes localidades pode diferir entre si, com a população do norte de Cavalcante com troncos muito menores do que as palmeiras encontradas no sudeste de Goiás.

### Espécies semelhantes
É a única espécie de Butia sem dentes ou espinhos no pecíolo que possui espinhos, flores e frutas de cor púrpura (na maturidade). Glassman, em 1979, considerou-o superficialmente semelhante a B. capitata (que incluía <i id="mw5g">B. odorata</i> na época), diferindo principalmente daquele pela falta de dentes nas margens dos pecíolos, as longas pontas acuminadas das pinas (folhetos) em oposição obtuso ou agudo, e os trajetos, espadices, flores e frutos geralmente arroxeados. Ele o considerou intimamente relacionado a <i id="mw6Q">B. archeri</i> devido às pinças semelhantes, à falta de dentes nos pecíolos e aos tamanhos e formas de seus frutos e flores, mas diferindo por possuir sempre um tronco acima do solo, em suas maiores dimensões de folhas e inflorescências, e na cor arroxeada de suas flores e frutos.
Em 2015, depois que muitas outras espécies foram descobertas, Soares continuou a considerá-la a mais semelhante a B. archeri, mas essa espécie é distinguível de B. purpurascens por ter dimensões muito menores de seu tronco, folhas e inflorescência.
Em Goiás, onde reside a maioria da população, as espécies B. archeri e B. capitata também ocorrem, embora nem sempre ocorram todas juntas.

## Distribuição
Ocorre no sul, oeste e leste de Goiás, oeste de Minas Gerais e nordeste de Mato Grosso do Sul, três estados do interior do sul do Brasil central. Até 2018, muitas publicações afirmam que essa espécie é endêmica no sudoeste de Goiás, mas foi coletada em Minas Gerais já em 1987 e, a partir de 2018, com mais amostragens da flora, seu alcance conhecido expandiu-se consideravelmente.. Em 1998, a IUCN relatou que uma população única, porém grande e bastante saudável, ocorreu perto de Jataí, amplamente protegida dentro dos limites de uma reserva militar (41º BIMTZ)  mas a partir de 2017 é conhecida a partir de pelo menos catorze localidades. São nos municípios de Aparecida do Rio Doce, Cachoeira Alta, Caçu, Cavalcante, Jataí, Perolândia e Rio Verde, em Goiás, e Ituiutaba e Patrocínio, na região do Triângulo Mineiro, em Minas Gerais.    É particularmente proeminente na cidade de Jataí, com as palmeiras crescendo em densidades visivelmente altas.
A área total de ocupação (AOO) foi estimada em apenas 3.762   km 2 em 2012 mas em 2017 a AOO foi estimada em 1.645   km 2, enquanto a extensão da ocorrência (EOO) foi estimada em 10.100   km 2, o que significa que a espécie possui uma abundância de 16%, o que é muito baixo em comparação com as outras espécies do gênero Butia.

## Ecologia

### Habitat
Os solos em que crescem são latossolos bem drenados, vermelho escuro ou púrpura, próximos aos cursos de água maiores.
Nos palmeirais nativos próximos a Jataí, a fruta é colhida e colhida na natureza, comumente usada para fazer sucos consumidos localmente. Também é feito um licor em algumas áreas, embebendo a fruta em álcool ou rum branco. Entre os Kalunga da vila de Engenho II em Cavalcante, Goiás, uma pessoa usou as folhas como incenso em rituais semi-católicos . Pode ser usado como ornamental. As sementes estão disponíveis comercialmente por fornecedores especializados desde pelo menos 2004. No Brasil, espécimes totalmente crescidos estão disponíveis em viveiros. É aconselhável plantar as palmas das mãos sob a luz do sol. As plantas crescem muito lentamente. Eles são resistentes à seca e ao vento.  Provavelmente não é resistente. Diz-se que leva 0   °C, mas deve ser protegido a 10   °C na Holanda .  Kembrey afirma que pode levar -6   °C e que a zona de resistência do USDA é 9b.